# Тульгуз
Тульгуз — река в России, протекает в Аскинском районе Башкортостана. Длина реки составляет 19 км.
Начинается в лесу между деревнями Тульгузбаш и Тюйск. Течёт в общем западном направлении через липово-берёзовый и берёзово-осиновый лес, деревни Ваш-Язы и Кшлау-Елга. Устье реки находится в 12 км по левому берегу реки Кутмас у деревни Новые Казанчи. Ширина реки в низовьях — 6 метров, глубина — 0,8 метра.
Основной приток — Кшлауегла — впадает слева. Также напротив урочища Мокрый Кул на правом берегу реки находится родник Холодный.

## Данные водного реестра
По данным государственного водного реестра России относится к Камскому бассейновому округу, водохозяйственный участок реки — Белая от города Бирск и до устья, речной подбассейн реки — Белая. Речной бассейн реки — Кама.
Код объекта в государственном водном реестре — 10010201612111100025810.